# Eumorpha fasciatus
The Banded Sphinx Moth (Eumorpha fasciatus) là một loài bướm đêm thuộc họ Sphingidae.

## Phân phối
Nó được tìm thấy ở miền bắc Argentina, Bolivia, Paraguay, Uruguay, Brasil, Colombia, Ecuador và Peru, phía bắc qua Trung Mỹ (México, Belize, Guatemala, Honduras, Nicaragua, Costa Rica và Panama) đến miền nam California và miền nam Arizona, phía đông đến Texas, Mississippi, Florida và miền nam Carolina. Có các cá thể đi lạc đến phía bắc tận Missouri, Michigan, Indiana, Pennsylvania, New Jersey, New York và Nova Scotia. Loài này cũng được tìm thấy ở Carribea.

## Sinh học
Sải cánh dài 87–96 mm. 
Con trưởng thành bay quanh năm ở các xứ nhiệt đới, nhưng ở phía bắc, có ít nhất hai lứa. Cá thể con trưởng thành bay từ cuối tháng 5 đến tháng 7 và cuối tháng 8 đến tháng 10 ở South Carolina và từ tháng 5 đến tháng 10 ở Louisiana. Con trưởng thành ăn bay mật hoa của loài Crinum, Catharanthus roseus, Petunia và Saponaria officinalis.

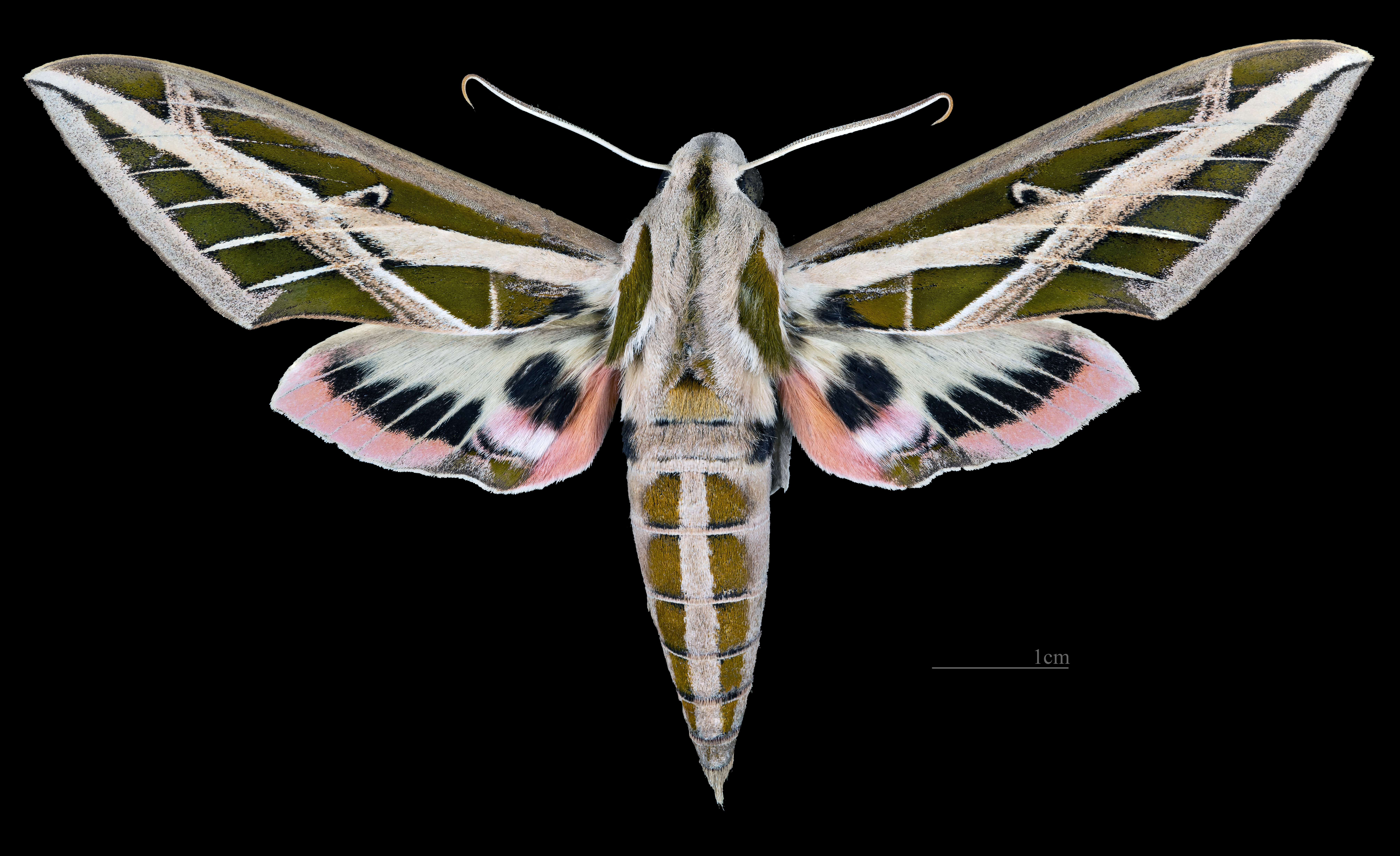
♂
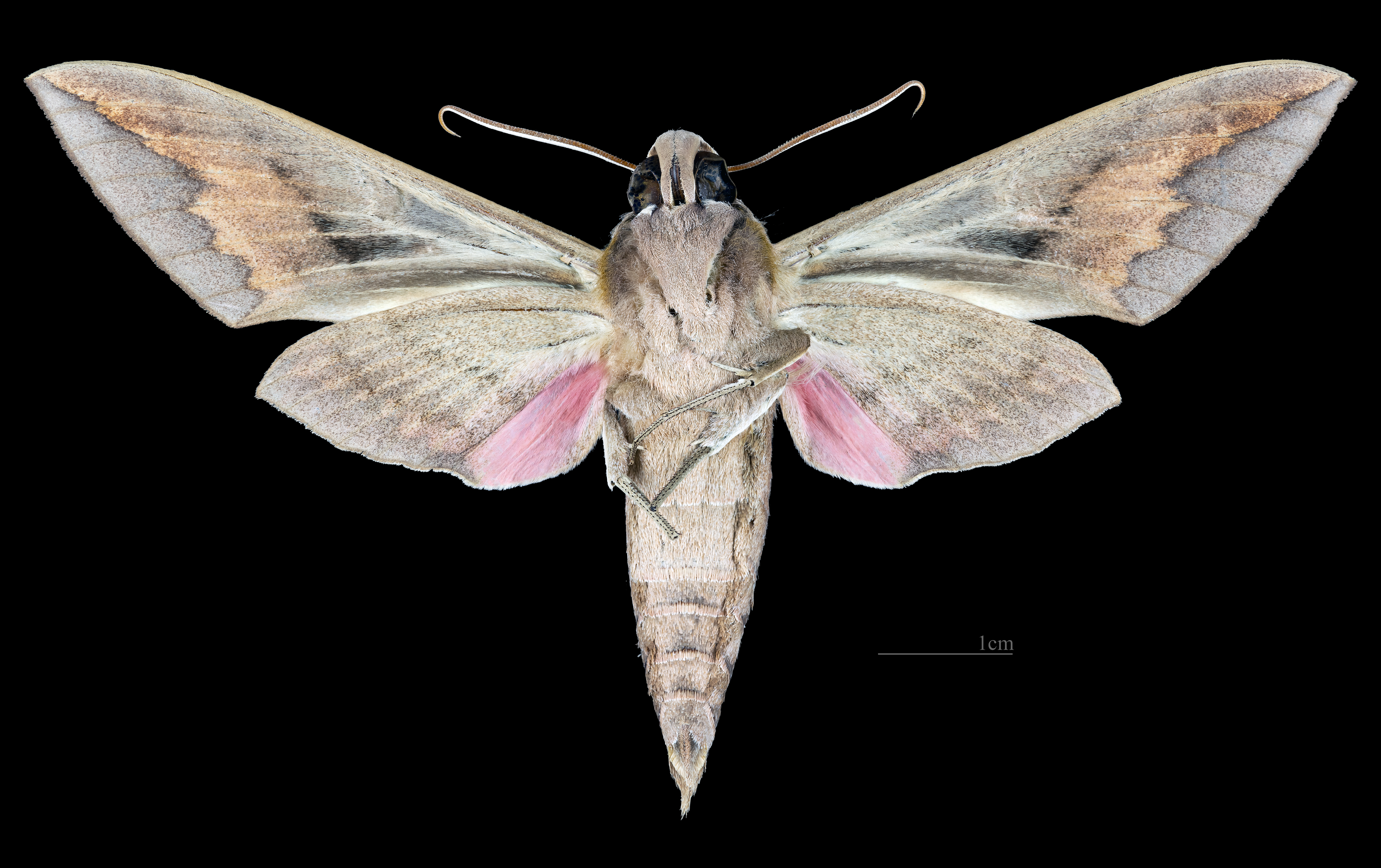
♂ △
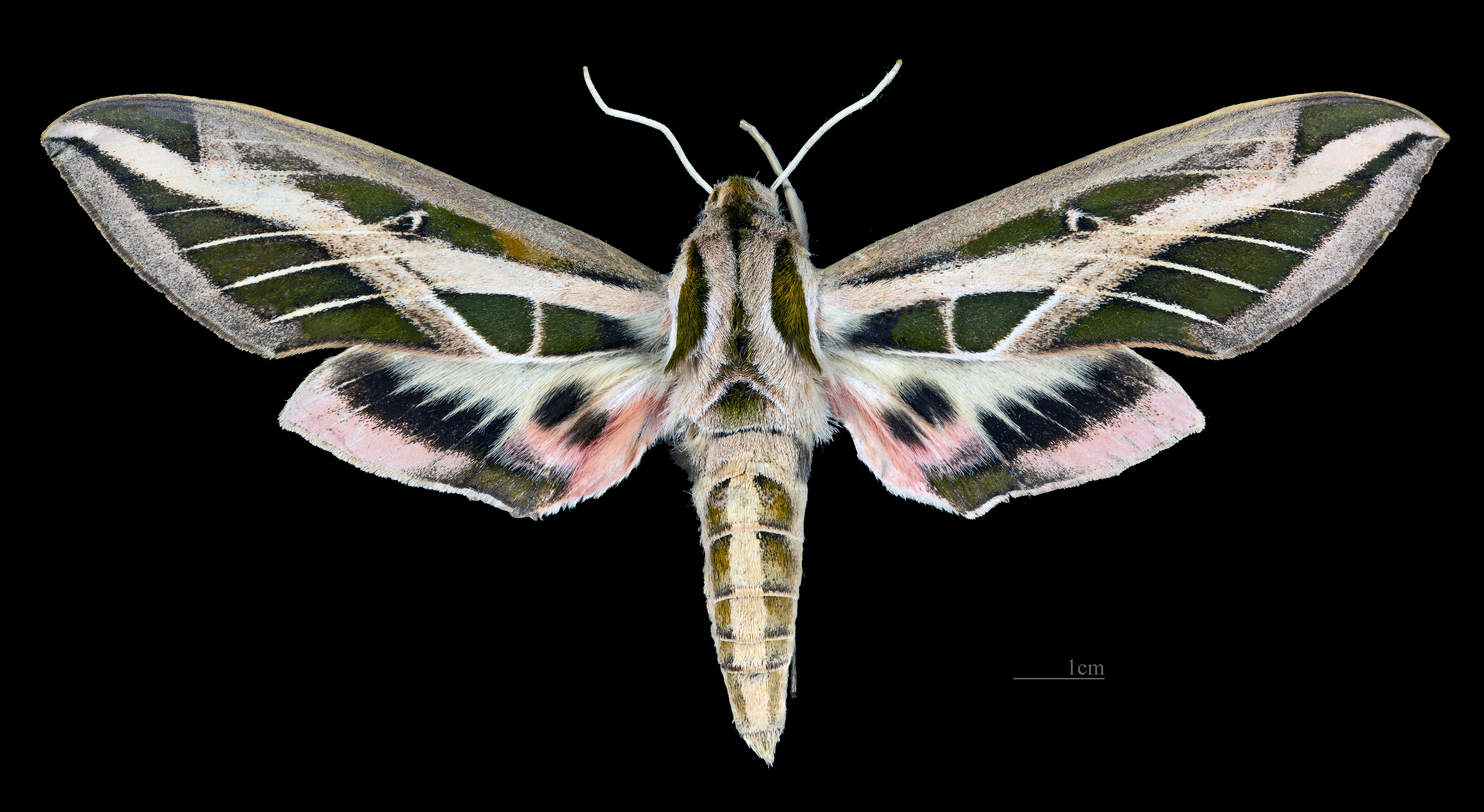
♀
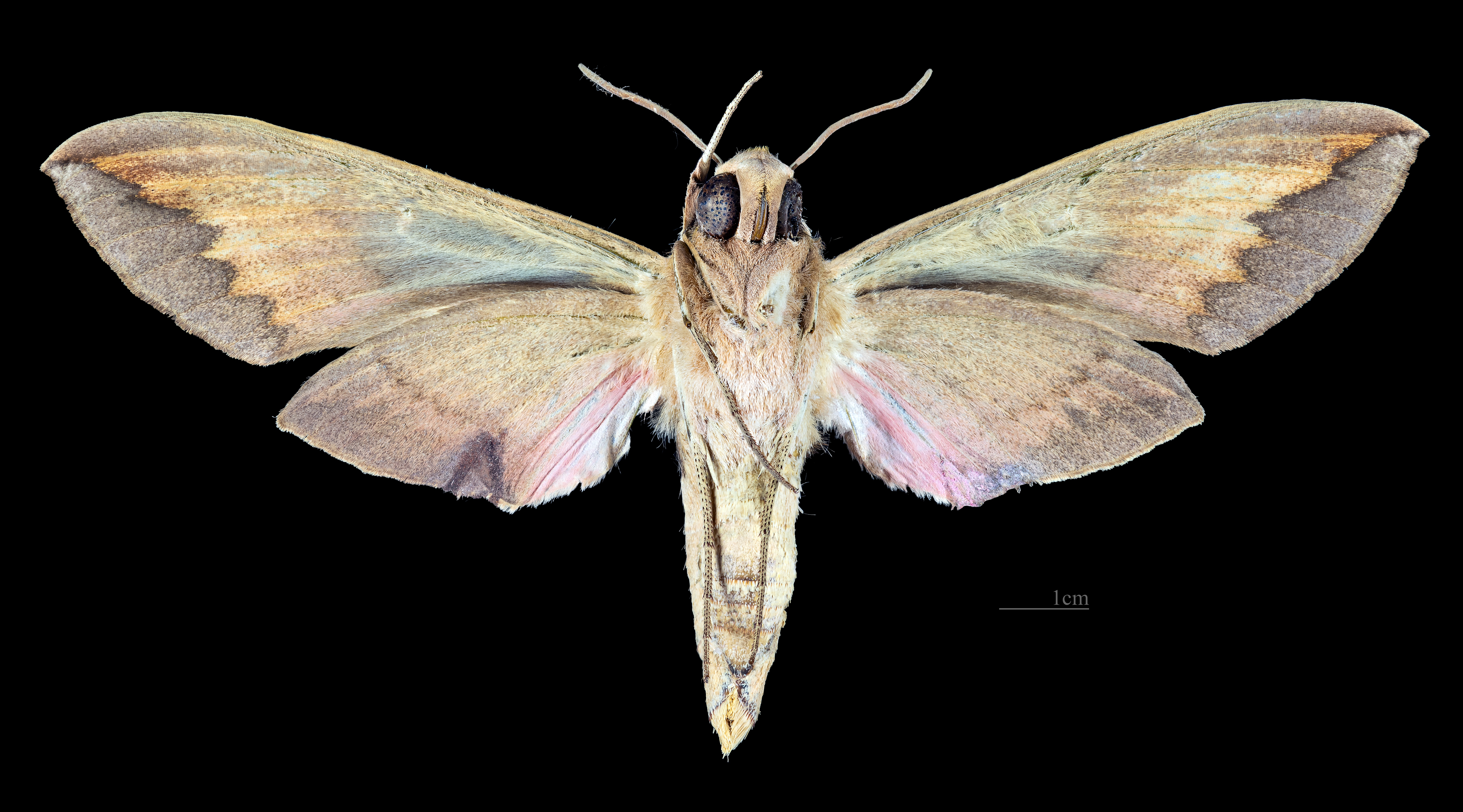
♀ △

Ấu trùng ăn Ludwigia (bao gồm Ludwigia decurrens, Ludwigia erecta, Ludwigia leptocarpa, Ludwigia octovalvis, Ludwigia peruviana và Ludwigia repens), Cissus verticillata, Fuchsia hybrida, Magnolia virginiana, Parthenocissus và Vitis. 

## Phụ loài
- Eumorpha fasciatus fasciatus
- Eumorpha fasciatus tupaci (Kernbach, 1962) (Galapagos Islands)

## Hình ảnh

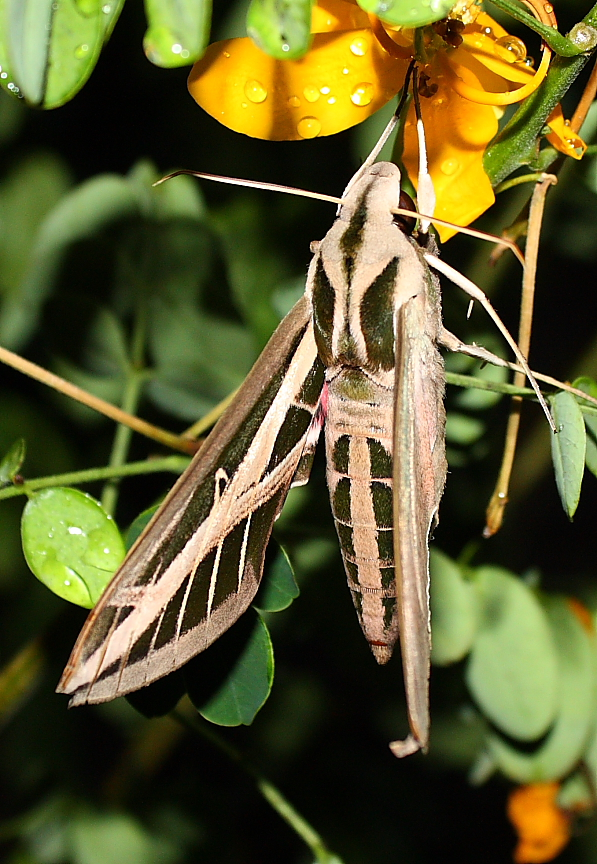
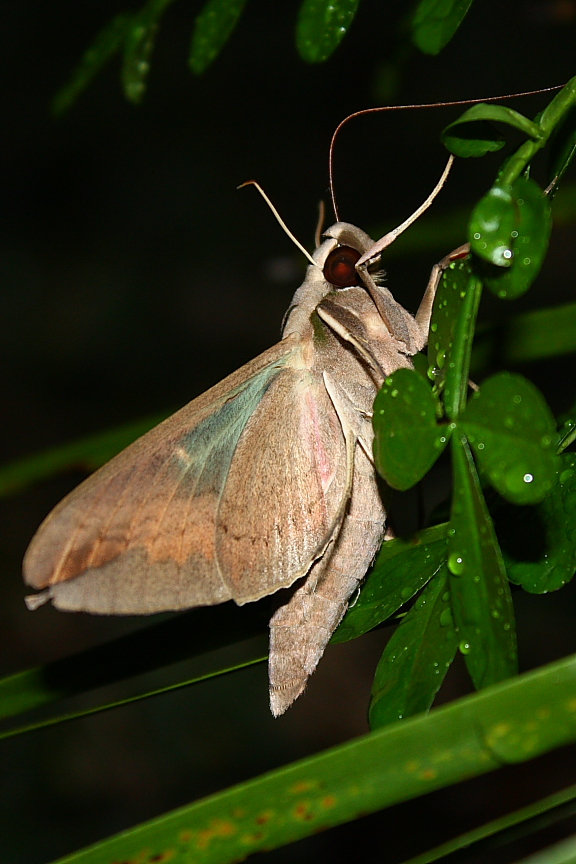
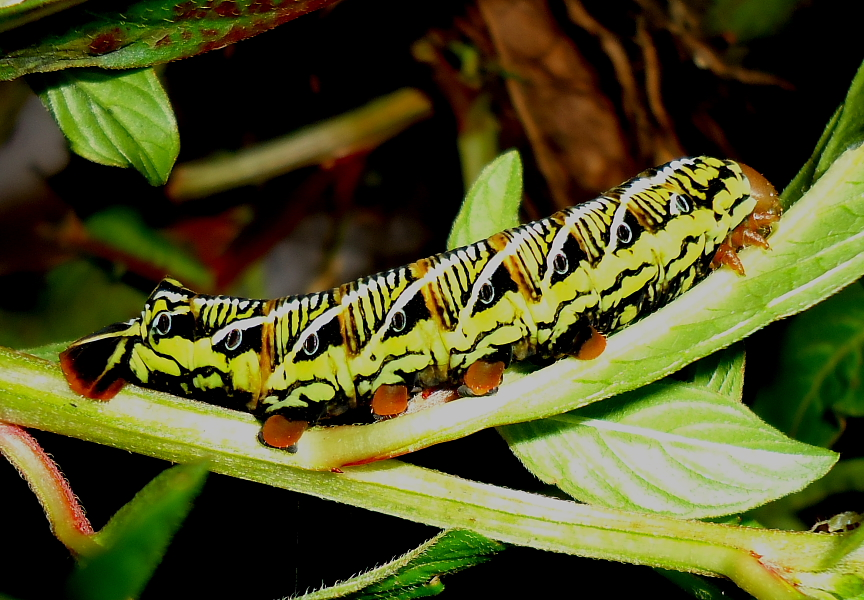